# Graniczna Placówka Kontrolna Widuchowa

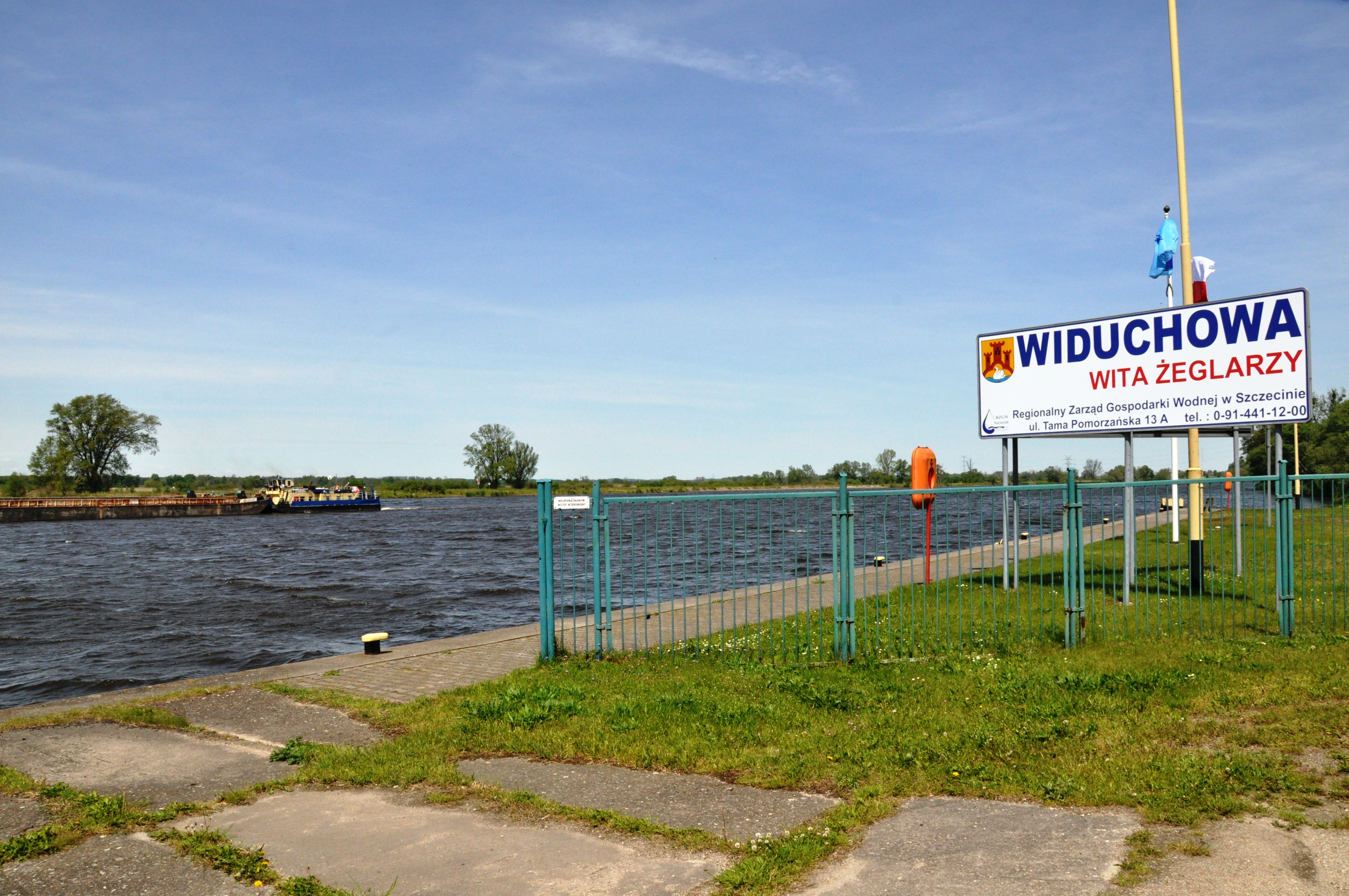
Miejsce odpraw GPK Widuchowa

Graniczna Placówka Kontrolna Widuchowa – pododdział Wojsk Ochrony Pogranicza pełniący służbę na przejściu granicznym.

## Formowanie i zmiany organizacyjne
W 1955 GPK Widuchowa posiadała 42 wojskowych. W 1956 rozwiązano GPK Widuchowa, a jej odcinek i zadania przejęła strażnica WOP Widuchowa.

## Dowódcy placówki
- por. Ryszard Ochnicki (1954-1956)[2]